# Petromyscus
Petromyscus é um gênero de roedor da família Nesomyidae.

## Espécies
- Petromyscus barbouri Shortridge & Carter, 1938
- Petromyscus collinus (Thomas & Hinton, 1925)
- Petromyscus monticularis (Thomas & Hinton, 1925)
- Petromyscus shortridgei Thomas, 1926